# La sfinge (film 1919)
La sfinge è un film del 1919 diretto da Roberto Roberti.